# Heda Čechová
Heda Čechová, rozená Hedvika Šimandlová (17. července 1928 Praha – 23. dubna 2020), byla československá rozhlasová a televizní hlasatelka, matka herce a moderátora Vladimíra Čecha mladšího.

## Životopis
Se svojí hlasatelskou činností začínala velice mladá už těsně po druhé světové válce v Československém rozhlasu tehdy ještě jako studentka chemie. Seznámila se i s tehdejším ministrem zahraničí Janem Masarykem, který patřil k jejím velkým obdivovatelům. Heda Čechová patřila mezi nejužší špičku českého hlasatelství a konferenciérství v 50. a 60. letech 20. století. Byla velice známá a populární zejména kvůli svému mimořádně kultivovanému zjevu, projevu i hlasovým dispozicím. Po roce 1968 byla donucena z politických důvodů v důsledku normalizace opustit Československou televizi a živila se namlouváním magnetofonových kazet pro slepce a hlasitou četbou knih.
Ve 49 letech onemocněla rakovinou. „Později jsem se dozvěděla, že mi doktoři dávali tři měsíce života. Ale já si tehdy téměř vůbec nepřipouštěla, že by to mohlo skončit špatně,“ uvedla v rozhovoru.
V letech 1990 až 1992 byla poslankyní České národní rady za Občanské fórum. Její převládající dojem z politického dění v roce 2013 byl velice špatný. V politice byli podle ní často lidé, kterým šlo o vlastní zisk, na rozdíl od doby, kdy byla sama politicky aktivní: „Brali jsme 12 tisíc korun měsíčně a kvůli penězům jsme to určitě nedělali, pro nás byl důležitý pocit svobody“.

### Rodina
Vdala se za kolegu Vladimíra Čecha. Později se rozvedli, svého syna Vladimíra vychovávala od 7 let sama. Měla čtyři vnoučata.
O svém synovi napsala knihu: Můj syn Vladimír Čech – Příběh nejslavnějšího českého milionáře, 2014. Nakladatelství Pejdlova Rosička, ISBN 978-80-905720-1-0.